# Anna Jönsdotter
Anna Jönsdotter även kallad Anna Pehrsönernas moder, död 22 september 1568, var en svensk forsia, mor till Jöran Persson. Hon ansågs utöva inflytande över hans politik, och dömdes vid sin sons fall för häxeri. 

## Biografi
Anna var hushållerska för en katolsk präst, Curatus Petrus (Per Joensson), som 1526 finns bekräftad som präst och anställd i kungens tjänst i Sala. Det var vanligt att prästerna hade förhållanden med sina hushållerskor, och de kallades då för "Red-Deja" eller "Forsia". Då reformationen infördes 1527 fick prästerna gifta sig med sina "hushållerskor", och Anna blev gift med Petrus omkring 1530. Maken blev borgare i Stockholm, men återvände till prästyrket 1548, och fick då en tjänst i Strängnäs.  
Både Anna och hennes man var omtyckta av Gustav Vasa, och på 1550-talet fick hon tjänsten som fataburshustru på Strömsholms slott, som efter kungens död blev änkesäte för riksänkedrottning Katarina Stenbock. Hennes son Jöran blev 1560 rådgivare hos Erik XIV, och hennes andre son, Christern Persson (död 1567) var också han anställd i kungens kansli. Båda bröderna var impopulära politiker, och Anna ansågs utöva ett dåligt inflytande över dem och politiken genom trolldom. 
Då Erik XIV avsattes 1568 beslöt Johan III att Anna skulle avrättas tillsammans med sonen Jöran genom rådbråkning, enligt uppgift dömd för trolldom. På väg till sin avrättning ska hon ha kastat sig av hästen och brutit nacken. En påle ska ha slagits genom hennes rygg, varpå hon begravts någonstans mellan Stockholm och Järva gård. 
Även Jöran Perssons fru Anna Andersdotter anklagades för trolldom, i hennes fall för att ha förtrollat kungens frilla, men hon undgick avrättning.